# Хімки (футбольний клуб)
ФК «Хі́мки» (рос. ФК «Химки») — російський футбольний клуб з міста Хімки Московської області. Виступає у Першості ФНЛ. Утворений у 1997 році внаслідок об'єднання команд «Новатор» і «Батьківщина».

## Історія
Наприкінці 1995 року ініціативна група любителів футболу, яка пройшла школу хімкінського «Новатора» у першості Московської області, вирішила створити команду для змагань під егідою Російського футбольного союзу. Така команда була створена 1996 року на базі клубів «Новатор» та «Родіна». Новий клуб отримав назву «Хімки» і 17 травня 1996 року дебютував в рамках 4-ї ліги першості Росії (серед любителів). 30 січня 1997 року клуб отримав статус професйного. Того ж року він здобув 2-ге місце в 3-й лізі і здобув право виступати в 2-й лізі.
Футбольний клуб «Хімки» активно підтримує російське вторгнення в Україну.
Команда позбавлена ліцензії для участі в Прем'єр-лізі на сезон 2025–26 років.

## Стадіон
Домашньою ареною клубу є стадіон «Родіна», який вміщає понад 5000 глядачів. Тут вони грають з 2007 року. Також тут виступає молодіжна команда ФК «Хімки». Окрім того свої ігри клуб проводив на стадіоні «Нові Хімки»